# Nematus caudalis
Nematus caudalis är en stekelart som först beskrevs av Lindqvist 1968.  Nematus caudalis ingår i släktet Nematus, och familjen bladsteklar. Arten är reproducerande i Sverige.